# Triple Z80 Based
Le Triple Z80 Based est un système de jeu vidéo d'arcade, créé en 1985 par la société SNK.

## Description
Entre 1985 et 1986, SNK commercialise beaucoup de nouveaux systèmes avec une durée de vie très courte, basés essentiellement sur du matériel similaires. Par exemple, verront le jour des systèmes comme le Main Event, HAL 21, Triple Z80 Based, Ikari Warriors et Psycho Soldier, tous basés sur le Zilog et des puces Yamaha et General Instrument.
SNK conserve encore les mêmes habitudes avec ce hardware. Le Triple Z80 Based, apparu en 1985, porte bien son nom, il est composé de trois Zilog Z80, deux en tant que processeur principal et un gérant le son. Ces processeurs permettent des avancées techniques, les jeux progressent et les jeux minimalistes des premiers systèmes SNK laissent placent à des animations de qualité. Chacun des trois jeux utilise une combinaison de puces sonores différentes : Yamaha YM3526 et Yamaha Y8950, soit l'une, soit l'autre, soit les deux.

## Spécifications techniques

### Processeur
- Processeur central : 3×Zilog Z80 cadencé environ à 4 MHz (3,35 MHz pour T.N.K. III)

La configuration à trois processeurs Z80 est répartie de cette façon:
- Un Z80 qui s'occupe du son
- Un Z80 qui s'occupe de la logique du jeu (calculer les nouvelles positions des éléments du jeu, lire le joystick)
- Un Z80 qui s'occupe d'envoyer les nouvelles positions aux puces graphiques

Les processeurs échangent leurs informations grâce à une mémoire partagée et accèdent au hardware additionnel via une page d'I/O de 16K située en fin de l'espace d'adressage.
La résolution graphique de la console, très élevée pour l'époque, utilise plus de 90K de données rien que pour l'affichage du fond, hors de portée de l'adressage linéaire d'un Z80. Le Z80 est utilisé en tant qu'ordonnanceur et ne calcule aucune donnée graphique pure.

### Affichage
La console SNK dispose d'un système graphique propriétaire dôté de sprites hard et de fonctions câblées pour le scrolling.
- Résolution :
  - 216 × 288
  - 400 × 224
  - 224 × 400
- Palette couleurs : 1024 couleurs
- Sprites hard
  - gestion de sprites 16x16 avec 3 ou 4bpp
  - gestion de sprites 32x32 avec 3 ou 4bpp (pas sur toutes les configurations)

### Audio
La console triple based n'est pas une architecture figée, différentes configuration audio existent dans lesquelles on retrouve les puces suivantes :
- Puces audio :
  - Yamaha Y8950 cadencé à 4 MHz (Fighting Soccer, Bermuda Triangle)
  - Yamaha YM3526 cadencé à 4 MHz (T.N.K. III, Bermuda Triangle)
  - Yamaha YM3812 cadencé à 4 MHz (Chopper1, Fighting golf)
  - General Instrument AY-3-8910 cadencé à 4 MHz  (Vanguard II, Mad crasher)
  - SNK Wave, une puce propriétaire (Vanguard II, Mad crasher)
- Capacités audio : Mono

## Liste des jeux
| Titre                       | Développeur | Éditeur | Genre | Année |
| --------------------------- | ----------- | ------- | ----- | ----- |
| Marvin's Maze               | SNK         | SNK     |       | 1983  |
| Vanguard II                 | SNK         | SNK     |       | 1984  |
| Mad Crasher                 | SNK         | SNK     |       | 1984  |
| Jumping Cross               | SNK         | SNK     |       | 1984  |
| Gladiator 1984              | SNK         | SNK     |       | 1984  |
| HAL 21                      | SNK         | SNK     |       | 1985  |
| Armored Scrum Object        | SNK         | SNK     |       | 1985  |
| Alpha Mission               | SNK         | SNK     |       | 1985  |
| T.N.K. III (US)             | SNK         | SNK     |       | 1985  |
| Athena                      | SNK         | SNK     |       | 1986  |
| Ikari Warrior               | SNK         | SNK     |       | 1986  |
| Victory Road                | SNK         | SNK     |       | 1986  |
| Dogou Souken                | SNK         | SNK     |       | 1986  |
| Psycho Soldier              | SNK         | SNK     |       | 1987  |
| Guerrilla War               | SNK         | SNK     |       | 1987  |
| Super Athena                | bootleg     | bootleg |       | 1987  |
| Bermuda Triangle            | SNK         | SNK     |       | 1987  |
| Touchdown Fever             | SNK         | SNK     |       | 1987  |
| Touchdown Fever 2           | SNK         | SNK     |       | 1988  |
| Lee Trevino's Fighting Golf | SNK         | SNK     |       | 1988  |
| Country Club                | SNK         | SNK     |       | 1988  |
| Fighting Soccer             | SNK         | SNK     |       | 1988  |
| Chopper I                   | SNK         | SNK     |       | 1988  |
| Koukuu Kihei Monogatari     | SNK         | SNK     |       | 1988  |